# Prix Volta
 (décembre 2023).
La mise en forme du texte ne suit pas les recommandations de Wikipédia : il faut le « wikifier ».
Les points d'amélioration suivants sont les cas les plus fréquents. Le détail des points à revoir est peut-être précisé sur la page de discussion.
- Les titres sont pré-formatés par le logiciel. Ils ne sont ni en capitales, ni en gras.
- Le texte ne doit pas être écrit en capitales (les noms de famille non plus), ni en gras, ni en italique, ni en « petit »…
- Le gras n'est utilisé que pour surligner le titre de l'article dans l'introduction, une seule fois.
- L'italique est rarement utilisé : mots en langue étrangère, titres d'œuvres, noms de bateaux, etc.
- Les citations ne sont pas en italique mais en corps de texte normal. Elles sont entourées par des guillemets français : « et ».
- Les listes à puces sont à éviter, des paragraphes rédigés étant largement préférés. Les tableaux sont à réserver à la présentation de données structurées (résultats, etc.).
- Les appels de note de bas de page (petits chiffres en exposant, introduits par l'outil «  Source ») sont à placer entre la fin de phrase et le point final[comme ça].
- Les liens internes (vers d'autres articles de Wikipédia) sont à choisir avec parcimonie. Créez des liens vers des articles approfondissant le sujet. Les termes génériques sans rapport avec le sujet sont à éviter, ainsi que les répétitions de liens vers un même terme.
- Les liens externes sont à placer uniquement dans une section « Liens externes », à la fin de l'article. Ces liens sont à choisir avec parcimonie suivant les règles définies. Si un lien sert de source à l'article, son insertion dans le texte est à faire par les notes de bas de page.
- La présentation des références doit suivre les conventions bibliographiques. Il est recommandé d'utiliser les modèles {{Ouvrage}}, {{Chapitre}}, {{Article}}, {{Lien web}} et/ou {{Bibliographie}}. Le mode d'édition visuel peut mettre en forme automatiquement les références.
- Insérer une infobox (cadre d'informations à droite) n'est pas obligatoire pour parachever la mise en page.

Pour une aide détaillée, merci de consulter Aide:Wikification.
Si vous pensez que ces points ont été résolus, vous pouvez retirer ce bandeau et améliorer la mise en forme d'un autre article.
Le Prix Volta a été créé en 1852 par Napoléon III pour honorer le physicien italien Alessandro Volta, connu pour avoir développé la batterie électrique ,. Ce prix international attribuait 50 000 francs français ,, aux auteurs de grandes découvertes scientifiques liées à l'électricité. Le prix a été institué par le ministère de l'Instruction publique avec le financement personnel de l'empereur français, le comité de sélection étant généralement constitué de membres de l'Académie française des sciences.
Parmi les récipiendaires notables figurent Heinrich Ruhmkorff, qui a commercialisé la bobine d'induction, et Zénobe Gramme, inventeur de la dynamo Gramme et du premier moteur électrique utilisé dans l'industrie.
L'une de ses récompenses les plus remarquables a été décernée en 1880, lorsque Graham Bell a reçu la quatrième édition du Prix Volta pour l'invention du téléphone. Parmi les membres du comité de sélection figuraient Victor Hugo et Alexandre Dumas, fils. Comme Bell avait alors acquis une certaine fortune, il a utilisé l'argent du prix pour créer des institutions aux États-Unis, dont la prestigieuse Volta Laboratory Association en 1880, précurseur des célèbres Bell Labs.
Le prix a été interrompu en 1888.

## Origine

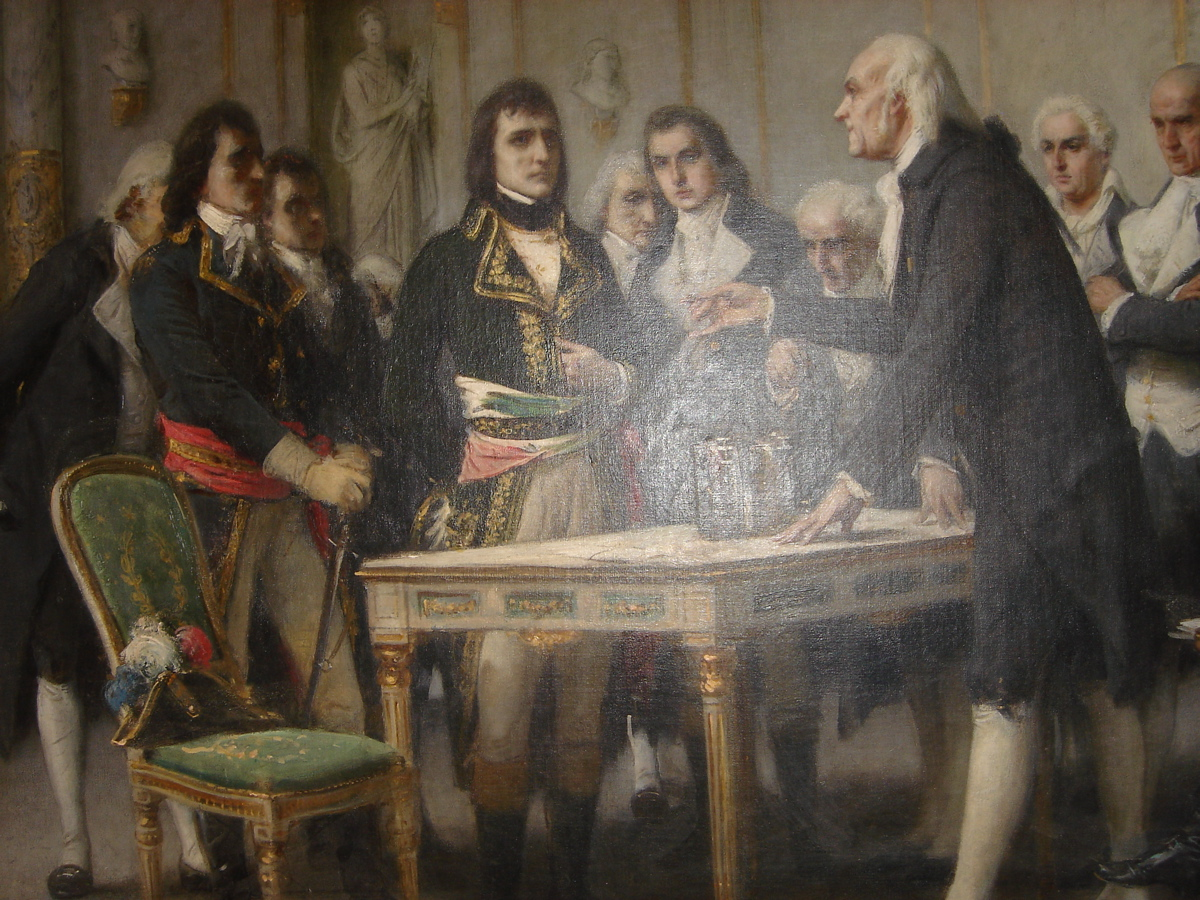
Volta explique le principe de la « colonne électrique » à Napoléon en 1801.

Le prix Volta s'inspire de l'ancien Prix du galvanisme de l'Académie française des sciences créé par Napoléon Bonaparte en 1801,. Un Grand Prix de 60 000 francs et une médaille de 30 000 francs à remettre pour des découvertes similaires à celles de Volta et Benjamin Franklin,. Le Grand Prix n'a jamais trouvé de récipiendaire méritant.
Seuls quatre lauréats ont reçu une récompense secondaire de 30 000 francs du Prix du galvanisme :
- 1806 : Paul Erman[5]
- 1807 : Humphry Davy[5]
- 1809 : Partagé entre Joseph Louis Gay-Lussac et le baron Louis Jacques Thénard[5]

De plus, le fondateur du prix Volta et prochain empereur des Français, Louis-Napoléon Bonaparte était lui-même très investi dans le développement de la science électrique. Il présente sa propre pile voltaïque à l'Académie française des sciences en 1843, composée d'un seul métal et de deux solutions acides.

## Règles de nomination et prix
Les règles du Prix Volta ont été édictées par Napoléon III à Paris, le 23 février 1852. Le décret contient cinq articles :
- Article 1 : Un prix de 50 000 francs français à attribuer aux nouvelles applications de la pile voltaïque dans les domaines de l'industrie et des sources de chaleur, de l'éclairage public, de la chimie, de la mécanique et/ou de la médecine[note 1].
- Article 2 : Sont admis au concours les scientifiques et inventeurs de toutes nationalités[note 2].
- Article 3 : Le prix est ouvert à la réclamation pendant cinq ans[note 3].
- Article 4 : Un comité sera constitué pour analyser l'innovation de chacun des candidats et reconnaître si elle remplit les conditions nécessaires[note 4].
- Article 5 : Les ministres de France sont chargés de l'exécution du présent décret[note 5].

Le prix de 50 000 francs représentait plus de cinq fois le salaire annuel d'un professeur de la Faculté de Paris à cette époque. Parmi les membres du comité, Edmond Becquerel et Jean-Baptiste Dumas étaient connus comme reporters dans certaines éditions,.

## Lauréats
- 1858 : Aucun prix ne fut décerné. Des médailles d'honneur ont été décernées à Heinrich Ruhmkorff, Paul-Gustave Froment et Duchenne de Boulogne[1],[8]
- 1863 : Heinrich Ruhmkorff, pour le développement de la bobine Ruhmkorff [1],[2],[8]
- 1871 : Aucun prix décerné[1],[8]
- 1880 : Alexander Graham Bell, pour l'invention du téléphone. Un prix secondaire de 20 000 francs a été attribué à Zénobe Gramme[1],[2]
- 1888 : Zénobe Gramme, pour ses travaux d'introduction et de perfectionnement de la dynamo à courant continu[9],[4]

D'autres reconnaissances mineures ont également été décernées à Paul-Gustave Froment pour le moteur électrique, à Auguste Achard pour le frein électrique, à Gaétan Bonelli pour le métier à tisser électrique, à David Edward Hughes pour le télégraphe-imprimerie, à Giovanni Caselli pour le pantélégraphe, à Victor Serrin pour son système d'éclairage, à Léopold Oudry pour la galvanoplastie, à Duchenne de Boulogne pour les applications de l'électricité en médecine, à Gaston Planté pour le développement d'une batterie secondaire, et à Ernest Onimus pour ses recherches sur les courants électriques.

## Voir également
- Liste des prix de physique

## Remarques
1. ↑  Un prix de cinquante mille francs est institué en faveur de l'auteur de la découverte qui rendra la pile de Volta applicable avec économie :
soit à l'industrie, comme source de chaleur ; soit à l'éclairage ; soit à la Chimie ; soit à la Mécanique ; soit à la Médecine pratique
2. ↑  Les savants de toutes les nations sont admis à concourir
3. ↑  Le concours demeurera ouvert pendant cinq ans.
4. ↑  Il sera nommé une Commission chargée d'examiner la découverte de chacun des concurrents et de reconnaître si elle remplit les conditions requises
5. ↑  Les ministres sont chargés, chacun en ce qui le concerne, de l'exécution du présent décret.